# 검은토끼박쥐
검은토끼박쥐 또는 오그네프긴귀박쥐(Plecotus ognevi)는 애기박쥐과에 속하는 박쥐의 일종이다. 시베리아 남부-동부의 북방수림과 산지 숲에 도입된 박쥐로 몽골에서 발견되며, 내몽고와 한반도에도 서식하는 것으로 추정하고 있다. 토끼박쥐(P. auritus)와 아주 유사하다.